# Maria af Montferrat
Maria af Montferrat (1192-1212) eller Maria af Jerusalem var regerende dronning af Jerusalem. Hun var datter af Isabella 1. af Jerusalem og Konrad af Montferrat. Hun var i sin ungdom kendt som markgrevinde på grund af sin fars titel.

## Liv

### Tidlige liv
Den 28. april 1192, mens rivaliseringen mellem Guy af Lusignan og Marias far var ved at nå sin ende, og Richard 1. af England gjorde klar til at afslutte Det tredje korstog og vende tilbage til England, blev Konrad myrdet. Hendes mor giftede sig i al hast den 5. maj med Henrik 2., greve af Champagne, nevø til kong Richard og kong Filip 2. af Frankrig. På tidspunktet for brylluppet var Isabella allerede synlig gravid med Maria. Maria, det posthume barn blev født i løbet af sommeren 1192.
Henrik 2. af Champagne døde i 1197. Fra dette ægteskab havde Maria fået tre halvsøstre. Isabella giftede sig med Amalrik af Lusignan, konge af Cypern, og han blev fælles hersker over Jerusalem med Isabella. Han døde den 1. april 1205.

### Som dronning
Isabella døde kort tid derefter og Maria blev dronning af Jerusalem i en alder af tretten år, mens hendes stedbror Hugo, fra Amalriks første ægteskab, blev konge af Cypern og gift med Marias halvsøster, Alix af Champagne. Hendes mors halvbror, Johan af Ibelin, den gamle herre af Beirut, fungerede som regent på vegne af Maria, klogt og til indbyggerne i kongerigets tilfredshed. Da det ikke lykkedes ham gennemføre felttog for at genvinde de tabte territorier i 1187, holdt han riget inden for dets grænser og en fredspolitik med Al-Adil 1., Saladins bror, som havde overtaget sine besiddelser ved at eliminere de andre arvinger. 
Regentskabet udløb i 1209, da Maria var fyldt sytten år, og da mente styret, at det var bedst for Maria at blive gift, så hun kunne sikre sin post som dronning. Forsamlingen af baroner og prælater besluttede at søge råd hos Filip 2. af Frankrig, der tilbød en af sine støtter, Johan af Brienne. Men Johan var ikke en særlig rig mand. For at løse problemet med hans manglende formue og dermed gøre det muligt for ham at finansiere hans forpligtelser som hersker (hof og hær) gav kong Filip og pave Innocens 3. ham hver sum af 40.000 livres. 
Brylluppet blev fejret den 4. september 1210, derefter blev parret kronet som konge og dronning af Jerusalem den 3. oktober 1210 i katedralen i Tyrus. Johan fortsatte Johan of Ibelins fredspolitik. I 1212 fødte Maria en datter, Isabella 2. (1212-1228) eller Yolande, men døde kort efter sandsynligvis af barselsfeber. Johan bevarede kronen, men kun som regent på vegne af sin datter, som i 1225 giftede sig med Frederik 2., tysk-romersk kejser.
Den sidste af Marias efterkommere døde i 1268 med hendes oldebarn Konradins død. Efter hans død arvede efterkommerne af Marias yngre halvsøster Alix af Champagne hendes rige.